# Régiment de Flandre
Pour les articles homonymes, voir Régiment de Flandre (homonymie).
Le régiment de Flandre est un régiment d'infanterie du royaume de France, créé en 1590 sous le nom de régiment de Bonne également connu sous le nom de régiment de Lesdiguières, et l'une des plus anciennes unités militaires, l'un des cinq Petits Vieux, devenue sous la Révolution le 19e régiment d’infanterie de ligne.

## Création et différentes dénominations
- 1590 : création de deux compagnies portant le nom de Gardes à pied de Lesdiguières et un régiment d'infanterie portant le nom de régiment de Bonne par François de Bonne de Lesdiguières.
- 15 avril 1591 : création du régiment de Bonne et des Gardes de Lesdiguières par François de Bonne de Lesdiguières
- Début de 1597 : le régiment de Bonne et les Gardes de Lesdiguières sont réunis sous le nom de régiment de Lesdiguières
- 16 août 1597 : par ordonnance, il devient le régiment de Créqui (ou Créquy) et souvent indiqué sous le nom d'Arquebusiers de Créquy (ou de Créqui)
- 1611 : le régiment prend le nom de régiment de Sault
- 1703 : le Régiment est renommé régiment de Tessé
- 1707 : il devient le régiment de Tallard.
- 1739 : il devient le régiment de Monaco.
- 1749 : il devient le régiment de Belzunce.
- 1761 : il devient le régiment de Rougé.
- 1762 : il prend le nom de régiment de Flandre.
- 1776 : le régiment de Flandre est dédoublé. 
Les 1er et 2e bataillons conservent le titre, les drapeaux et le costume du régiment de Flandre.
Les 3e et 4e bataillons forment le régiment de Cambrésis.
- 1er janvier 1791 : Tous les régiments prennent un nom composé du nom de leur arme avec un numéro d’ordre donné selon leur ancienneté. Le régiment de Flandre devient le 19e régiment d'infanterie de ligne ci-devant Flandre.

## Mestres de camp et colonels
Régiment de Lesdiguières
- 15 avril 1591 : François de Bonne de Lesdiguières

Régiment de Créqui
- 16 août 1597 : Charles de Blanchefort marquis de Créqui
- 31 mai 1605 : François de Blanchefort de Bonne de Créqui comte de Sault

Régiment de Sault
- 1611 : François de Blanchefort de Bonne de Créqui comte de Sault
- 10 novembre 1665 : François-Emmanuel de Blanchefort de Bonne de Créqui comte de Sault
- 12 mai 1681 : Jean-François Paul de Blanchefort de Bonne de Créqui comte de Sault

Régiment de Tessé
- 17 octobre 1703 : René-Mans de Froulay comte de Tessé
- 30 novembre 1707 : Marie-Joseph d'Hostun duc de Tallard
- 7 juillet 1732 : Louis-Charles d'Hostun duc de Tallard

Régiment de Monaco
- 8 octobre 1739 : Honoré Camille Léonor Goyon de Grimaldi prince de Monaco

Régiment de Belzunce
- 1er février 1749 : Armand, vicomte de Belzunce

Régiment de Rougé
- 20 février 1761 : Gabriel François, comte de Rougé

Régiment de Flandre
- 10 décembre 1762 : Gabriel François comte de Rougé
- 22 juin 1767 : Anne Auguste Maximilien Joseph de Croï duc d'Havré
- 1er janvier 1784 : Hugues Thivaut Henri Jacques, comte de Lusignem
- 9 juin 1790 : Louis Victoire Lux de Montmorin-Saint-Hérem

## Historique des garnisons, combats et batailles du régiment
Les premiers essais qui furent tentés pour établir l'histoire des régiments remontent à 1716, puis à 1784. 
Plus tard, lorsque les unités de l'Infanterie royale cessèrent d'être régiments de gentilshommes pour prendre le nom d'une province, commencèrent à paraître les « Essais historiques de Monsieur de Roussel » vers 1765. 
La Convention, par sa circulaire du 22 Nivôse An II (11 janvier 1794), donna des ordres pour que fussent établies : « des notices détaillées exactes et fidèles de tous les traits et actions héroïques dont le souvenir mérite d'être conservé… les noms des citoyens qui se seront distingués d'une manière éclatante, la nature des actes de bravoure et d'héroïsme qu'ils auront faits. 
Le Comité d'Instruction publique chargé de la rédaction des annales du civisme et de la vertu, d'après le vœu de la Convention nationale, fera, par son travail, que les noms des héros et des braves défenseurs de la liberté seront gravés par les mains de la Patrie reconnaissante et deviendront l'objet de la vénération la plus reculée… »
La succession des guerres de la Révolution et de l'Empire ne permit pas que l'on s'attardât à un tel travail ; d'autre part, le licenciement de l'Armée, en 1815, sembla rompre tout lien entre les régiments qui disparaissaient et ceux que l'on organisait dans des conditions différentes, et ce n'est que le 18 avril 1839 que le Roi Louis-Philippe Ier fit adresser, à la suite du rapport du général de Cubières, l'ordre d'avoir à reconstituer l'historique de tous les régiments depuis 1558, époque à laquelle commença à se constituer régulièrement l'infanterie française.
En 1521, la nécessité dans laquelle se trouva François 1er de tenir tête à l'ennemi sur toutes les frontières, fit faire un pas remarquable à l'organisation militaire du royaume. Il partagea ses troupes en quatre armées : Au Nord, les bandes de Picardie et de Champagne, au sud, les bandes de Piémont et de Navarre, et c'est de ces bandes que nous voyons se dégager en 1569, les quatre premiers vieux régiments de France : Picardie, Champagne, Piémont et Navarre.
En même temps, les désordres des guerres civiles firent naître un nombre incroyable de régiments de nouvelle levée. Catholiques et réformés, politiques et ligueurs, tous les hommes que recommandait quelque naissance ou quelque mérite, obtenaient des commissions de mestre de camp, et dressaient des régiments qui ne duraient qu'autant que leurs chefs étaient en crédit ou en finance et que leur parti obtenait des succès. Le premier cas surtout se présentait favorable pour François de Bonne, duc de Lesdiguières, qui, de simple archer en 1562, était devenu par ses talents un des chefs du parti calviniste. Ayant succédé à Montbrùn dans le commandement des Réformés du Dauphiné en 1575, il leva à ses frais dans cette province, en 1590, deux compagnies de cent hommes portant le titre de Gardes à pied de Lesdiguières, et un régiment d'infanterie qui fut connu sous le nom de Régiment de Bonne.
À la tête de ses Gardes et de son Régiment, Lesdiguières débuta donc le 15 avril 1591, au combat d'Esparron et défit le duc de Savoie, et au commencement de 1597, les Gardes à pied de Lesdiguières et le Régiment de Bonne, fondus dans un seul corps, entrèrent dans l'Infanterie royale sous les ordres du Marquis de Créqui, gendre de Lesdiguières, créé mestre de camp par commission du 16 août.
C'est à ce corps, que nous allons maintenant suivre dans ses transformations, qu'il faut faire remonter l'origine du 19e.
Formé à Grenoble, où il prit ses quartiers d'hiver au mois de janvier 1597, Créqui avait 2 000 hommes sous les armes, répartis en 20 compagnies, dont chacune avait un drapeau ou enseigne d'ordonnance de couleurs différentes suivant le corps. L'enseigne de Créqui était violette et aurore, traversée par une croix blanche ; Une cravate blanche ornait la lance de ce drapeau dont les couleurs restèrent celles du régiment jusqu'en 1791, et seule la compagnie colonelle avait le drapeau blanc, qui ne lui était même remis qu'après un certain nombre d'années de service. Créqui ne l'eut qu'en 1635. Comme toutes les troupes de cette époque, Créqui n'avait pas d'uniforme, chacun s'habillait à son gré, et on ne fournissait aux soldats que l'armement et une partie du grand équipement. Sous le commandement du duc de Créqui, le régiment prit une part glorieuse à la campagne contre le duc de Savoie, qui assura à la France la possession de la Bresse, du Bugey et de Gex ; puis après le traité de Lyon, quand le duc de Créqui devint commandant des Gardes Françaises, le régiment devint la propriété de son fils, le comte de Canaples, qui prit le nom de comte de Sault, en 1611, et celui de duc de Lesdiguières, en 1636.

### Régiment de Bonne (1591-1597)

#### Guerres de religion et de Savoie
- En 1590, durant les guerres de religion, François de Bonne de Lesdiguières lève, à ses frais, dans les montagnes du Dauphiné deux compagnies de cent hommes portant le nom le titre de Gardes à pied de Lesdiguières et un régiment d'infanterie qui fut connu sous le nom de régiment de Bonne, afin de défendre le Dauphiné contre les empiétements du duc de Savoie, qui s'est fait proclamer comte de Provence par la Ligue.
- Le 15 avril 1591, les Gardes de Lesdiguières et le régiment de Bonne sont engagés, pour la première fois, lors du combat victorieux de Sparron contre Charles-Emmanuel Ier de Savoie.
- Le 6 septembre 1591 les Gardes et le régiment prennent part à la Bataille de Pontcharra contre l'armée du duc de Savoie.

En 1592, Lesdiguières porte la guerre au Piémont avec le régiment de Bonne et ses Gardes et soumet plusieurs places fortes.
- Le 5 août il prend d'assaut Cavour[2] pille la ville la brûle et une partie de la garnison est passée au fil de l'épée. Le château est également pris le même jour[3].
- Il participe ensuite au combat de Grésillane ou les troupes savoyardes prennent la fuite.
- En 1593, le régiment marche au secours d'Exilles assiégée par le duc de Savoie.
- En 1595, le régiment participe à la reprise d'Exilles, vont porter secours à Cavour puis au siège de Mirabel et enfin au siège d'Auriol.

### Régiment de Lesdiguières puis de Créqui (1597-1611)

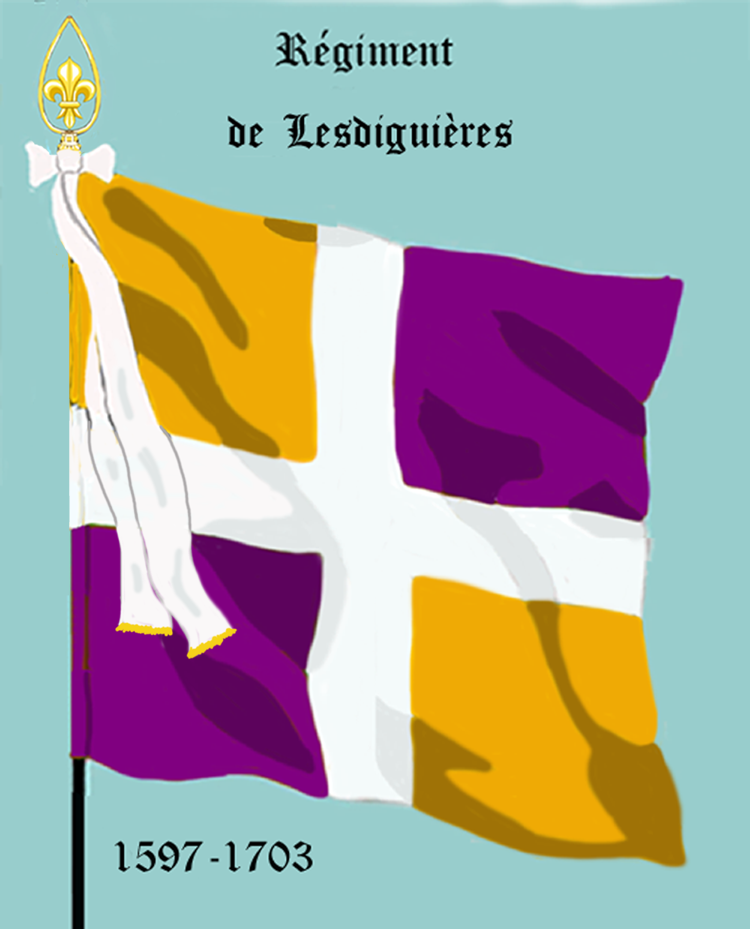
régiment de Lesdiguières de 1597 à 1703

#### Guerre franco-savoyarde de 1597
Au début de 1597, les Gardes de Lesdiguières et le régiment de Bonne sont réunis en un seul corps sous le nom de Régiment de Lesdiguières. Le nouveau régiment comprend 2000 arquebusiers sous les ordres de Charles de Blanchefort marquis de Créqui.
- En juin 1597, lors de l'invasion de la Savoie, le régiment se distingue au combat des Molettes, dans la Maurienne, ou son mestre de camp est blessé au bras droit d'un coup d'arquebuse. Sur la lancée le régiment contribue ensuite à la prise de Charbonnières défendue par une garnison forte de seulement de 50 hommes et qui se rend au bout de 8 jours.
- Le 20 juillet, il prend d’assaut le fort de Chamousset défendu par une garnison 600 hommes commandée par Don Philippe ou Philippin, bâtard de Savoie.
- Elle prend ensuite le château d'Aiguille.
- Le régiment prend ensuite ses quartiers dans la Maurienne et il y défait encore, à Saint-André, le comte de Serravalle, lui tuant 600 hommes et lui enlevant tous ses drapeaux.
- En février 1598, le duc de Savoie arrive à Aiguebelle et met le siège de la Tour-Charbonnière occupé par les français. Charles de Blanchefort marquis de Créqui arrive au secours de la forteresse avec une partie de ses soldats au moment même où elle venait de se rendre. Créqui, trompé, tombe dans le piège que lui tend le duc de Savoie. Encerclé par l'ensemble des troupes savoyardes le mestre de camp n’ayant plus que 200 hommes avec lui, est contraint de se rendre. Il est conduit à Chambéry puis au château de Turin ou il resta captif environ 1 an.
- Le 16 mars, pendant la captivité du mestre de camp, les débris du régiment s’emparent du fort Barraux que le duc de Savoie avait commencé de construire le 24 août 1597, pour fermer la vallée de l'Isère et repris également Aiguebelle.
- Le 6 mai 1598, après la signature de traité de paix de Vervins, le régiment est réformé et réduit à la compagnie de mestre de camp.

#### Guerre franco-savoyarde de 1600
- Le 3 avril 1600, le régiment de Lesdiguières est rétabli[4] et participe à la guerre de Savoie, sous les ordres immédiats de Lesdiguières.
- Le 14 août Henri IV déclare la guerre à la Savoie et le régiment se rend en une nuit sous les murs de Montmélian et y met le siège.
- Le 16 août, la ville de Montmélian est prise par Charles de Créquy[5]. Le régiment participe
- le 21 août au siège de Chambéry
- Le 22 août, il part de Montmélian en direction de Saint-Pierre-d'Albigny et du château de Miolans[6] et met le feu aux faubourgs de Conflans.
- Le 23 août, il s'avance vers le château de Miolans qui est bâti sur un rocher très haut, escarpé de tous côtés et au pied duquel passe l'Isère.
- Le 24 août, à la vue des troupes royales françaises les défenseurs, commandés par Jacques de Cerisier, écuyer et seigneur d'Argis-en-Bugey[7], se rendent rapidement. Le maréchal Lesdiguières et ses troupes retournent alors immédiatement faire le siège du château de Conflans.
- Le 26 août, sept compagnies avaient été chargées avec 3 des Gardes Françaises d'attaquer la ville. Les Gardes Françaises avaient attaqué en premier et s'était fortifiées dans les faubourgs. Pris à revers par une maison que l'ennemi occupait en force, pressés de front par une sortie ils sont chassés. Les 7 compagnies du régiment reprennent une partie du terrain sans pouvoir se rendre maitresses de la maison forte. Les officiers des Gardes Françaises demandent alors de faire donner du canon sur la maison. Créquy offre alors de la prendre sans artillerie. Le maréchal Lesdiguières prend son gendre au mot et se rend sur le bord de l'Isère pour en voir l'esbattement. Créqui fait saper par ses soldats une grange qui tenait à la maison forte et y fait mettre le feu obligeant les 40 mousquetaires qui la gardaient à se rendre.
- Le 27 août, le fort de Conflans capitule. Les 1 030 soldats commandés par le baron Nicolas de Vateville[8], marquis de Versoy, rendent la place au roi dont l'armée était moins nombreuse.
- Le 17 janvier 1601, le traité de Lyon met fin à la guerre et le régiment est de nouveau réduit à la compagnie de mestre de camp.
- Le 31 mai 1605, de Créqui prend le commandement du régiment des Gardes Françaises et donne le commandement du régiment de Créquy à son fils le comte de Canaples[9]
- Le 24 avril 1610, le régiment est remis sur pied par François de Blanchefort de Bonne de Créqui.

### Régiment de Sault (1611-1703)

#### Guerre de succession de Montferrat
- En 1611, le régiment prend le nom de régiment de Sault.
- Jusqu'en 1616, le régiment de Sault reste constamment en garnison à Grenoble.
- Le 19 décembre 1616, dans le cadre de la guerre de succession de Montferrat, le régiment, composé de six compagnies de 200 hommes, passe en Piémont avec près de 7 000 fantassins et 500 cavaliers sous les ordres du maréchal de Lesdiguières pour aller secourir le duc de Savoie[10] dans le cadre du traité de Bruzolo.
- En février, durant l'expédition du maréchal de Lesdiguières en Piémont, le régiment de Sault et celui du comte de Gui prennent de Montluel alors aux mains des Espagnols.
- Après la prise de la ville Louis XIII envoie François de Créqui en Piémont pour chercher du maréchal de Lesdiguières avec ordre de lui faire repasser les montagnes.
- Le 6 avril 1617, ils partent de Turin puis repassent les Alpes et rentrent en Dauphiné.
- Le 17 juillet, le régiment repasse les Alpes pour aller au secours de Verceil puis prend Felizzano sur le Tanaro. À la fin de la campagne, il rentre en Dauphiné prendre ses quartiers.

#### 1rerébellion huguenote
- Le 4 mars 1622, Sault fait partie de la force 6 000 hommes que Lesdiguières réunis à Valence pour aller renforcer l’armée royale qui lutte contre les huguenots. Chemin faisant le régiment assiège Le Pouzin. Chargé de l’attaque du bastion vert la ville tombe et deux compagnies de Sault sont laissées à la garde de la ville tandis que le reste du régiment retourne à Grenoble ou le 25 juillet Lesdiguières abjure le calvinisme lui permettant de devenir de connétable de France.
- Quelques jours après, Sault redescend le Rhône avec cinq autres régiments dauphinois et rejoint, le 7 octobre, l’armée du roi, qui assiège de Montpellier. Revenu à Grenoble après la soumission de cette ville, il y reste jusqu’à la fin de 1624.

#### Guerre d'Italie
- Au mois de décembre 1624, dans le cadre de la Guerre d'Italie il traverse les Alpes et marche avec le connétable contre les Génois.
- En 1625, le régiment se distingue lors de la prise de Capriata, au siège de Gavi et à l'attaque de Cairo. Le 17 novembre, le régiment oblige le duc de Feria à lever le siège de Verrue, qui durait depuis 4 mois.

#### 2eet3erébellionshuguenotes
À la fin de l'année 1625, la France étant de nouveau en proie à la guerre civile, le régiment de Sault reprend ses quartiers en Dauphiné.
En 1627, avec quatre compagnies sous les ordres du prince de Condé, le régiment assiège et prend pour la seconde fois Le Pouzin puis Soyons.

#### Guerre de succession de Mantoue
Le 6 mars 1629, lors de la guerre de succession de Mantoue Sault marche avec le roi au secours de Casal et s’acquiert une gloire immortelle au passage des Alpes. En février 1629, l'armée du roi composée des Gardes-françaises et suisses, Navarre, Piémont, Sault, Estissac, Vaubécourt, La Grange et Ribérac, de la cavalerie d'élite de la Maison du Roi plus 12 compagnies de chevau-légers et les carabins d'Arnauld de Corbeville, mais sans artillerie, ni munitions, ni mulets de transport, était concentrée autour de Briançon pour marcher sur Turin par le Pas de Suse. Le 28 février, l'avant-garde passait les Alpes à Montgenèvre et Cesana Torinese et cantonnait à Oulx, sur la Doire ripaire.Elle arrivait le lendemain, au fort d'Exilles, et couchait à Chaumont, le 1er mars.
Le 6 mars c'est la bataille du Pas de Suse. « Les montagnards du comte de Sault avaient trouvé le sentier extravagant mal gardé par le régiment piémontais de Marc-Antoine Belon. Ce qu'il y eut de plus remarquable, raconte Pontis, fut que les ennemis, nous attendant de pied ferme à ce détroit qu'il nous eut été impossible de forcer, furent bien surpris de voir le comte de Sault, qui avait fait nettoyer la neige avec des pelles et grimpé sur ces hautes montagnes, fondre tout d'un coup sur eux et les investir par derrière. Ils lâchèrent pied aussitôt et quittèrent toutes leurs fortifications; de sorte qu'ils ne donnèrent pas le loisir à nos troupes de leur faire sentir la pesanteur du bras du roi de France, à qui ils avaient osé refuser le passage. » De ce jour-là date le fameux dicton : Gardez-vous du feu, de l'eau et du régiment de Sault.
 Après la prise du Pas de Suze, le régiment en passe le pont de la Doire ripaire pour aller loger à Bussolin. Le régiment de Sault restera avec Navarre, Estissac, Pompadour, La Bergerie, Vaubécourt et une compagnie de Suisses dans les environs de Suse sous le commandement du maréchal de Créqui lieutenant général au-delà des monts.

#### Conquête de la Savoie
- Le 21 mars 1630, le Charles Emmanuel duc de Savoie ayant repris les hostilités le régiment est au siège de Pignerol.
- Le 2 mai 1630 le régiment de Sault rejoint Grenoble d'où il part le 12 mai sous les ordres directs du roi à la conquête de la Savoie.
- Le 17 mai, le régiment est à la prise de Chambéry ou Charles de Créquy marquis de Canaples fils du maréchal trouve la mort.
- Le 20 mai Sault participe à la soumission de la Maurienne.
- Le 19 juillet, la conquête de la Savoie terminée, le régiment est dirigé sur Grenoble avant d'être mis en garnison à Toulon
- En 1632, le régiment fait partie de l'armée du maréchal de La Force contre Gaston d'Orléans et contribue à la prise de Claude d'Hautefort baron de Lestrange, vicomte de Cheylane et Privas, gouverneur du Puy et de sa troupe qui soulevaient le Vivarais[12].

#### Guerre de Trente Ans
- En 1633, le régiment de Sault se rend à Casal pour y tenir garnison.
- En 1635, il fait partie de l'armée du maréchal de Créqui et se trouve au siège de Valenza, à la prise de Candia le 16 novembre, et à celle du château de Sartiranne. À la fin de la campagne, il revient à Casal.
- Le 23 juin 1636, il prend part activement au combat de Buffalora (it)
- En 1637, Sault est à la défense Asti et participe à la défaite espagnole de Mombaldone près d'Asti permettant de lever le siège de la ville.
- En mars 1638, il marcha au secours de Brema. Le régiment acheva cette campagne aux ordres du cardinal de La Valette, qui en envoya une partie dans Verceil assiégée par les Espagnols. Après la prise de cette place par les espagnols, toutes les compagnies se réunirent à Casal.
- Elles y furent assiégées en 1639 par le Diego Mexia Felipez de Guzman marquis de Leganez, et leur héroïque résistance donna le temps à Henri de Lorraine comte d'Harcourt d'arriver au secours de la place. Les retranchements de Leganèz furent forcés et son armée mise en déroute. Ce succès fut dû en grande partie à une sortie vigoureuse exécutée dans le même moment par la garnison de Casal. 
Sault demeura dans cette ville qu'il avait si bien défendue jusqu'à la fin de 1642.
- En 1643, rattaché à l'armée du prince Thomas de Savoie, il fait le siège de Trino.
- En 1644, il sert aux sièges de Santia et d'Asti puis repasse les Alpes.
- Après avoir hiverné dans le Dauphiné, il se rend au printemps de 1645 à l'armée de Catalogne où il fait le siège de Roses.
- En 1646, Sault reçut l'ordre d'aller s'embarquer à Toulon pour concourir au siège de Portolongone, dans l'île d'Elbe. 
Il y débarqua dans la nuit du 26 au 27 septembre et fit aussitôt l'investissement de la place, tandis que le maréchal du Plessis-Praslin allait, avec la majeure partie de l'armée, soumettre Piombino sur la côte de Toscane. Au retour de l'armée, Sault ouvrit la tranchée devant Portolongone, dans la nuit du 10 au 11 octobre, avec Auvergne et quatre compagnies des gardes suisses. Dans la nuit du 22 au 23 octobre, une mine ayant fait brèche à la muraille de la ville, Sault fut commandé pour y monter le premier. Un sous-lieutenant prit la tête avec quatre sergents et vingt soldats, et se logea sur la pointe d'un bastion. Six fois vainement les assiégés essuyèrent de l'en chasser. Une seconde colonne s'empara du bastion tout entier, et Portolongone demanda à capituler.
- Après avoir fait les campagnes de 1647 et 1648 en Piémont, le régiment fut rappelé en France au commencement de 1649 à cause des troubles de la Fronde qui prenaient une tournure inquiétante. Il garda d'abord la place de La Fère, et en septembre 1650 il marcha au secours de Mouzon où son lieutenant-colonel, François de Bonne de Rochefort fut tué au combat du 9 octobre. Sault combattit aussi à Rethel.
- Durant la Guerre des faucheurs, le régiment servit en 1651 dans le Languedoc et l'année suivante à l'armée de Guyenne avant de retourner en Piémont en novembre 1652 en garnison dans la citadelle de Turin. Au mois de décembre, quatre compagnies seulement y restèrent et les autres allèrent à Pignerol où elles furent laissées jusqu'au mois de septembre 1653. Tout le régiment se rendit alors au quartier général du maréchal de Grancey. Le 23 de ce mois, il se trouva au combat de La Roquette, et peu après il rentra dans Pignerol.
- Le 20 novembre 1655, le régiment de Lesdiguières est incorporé dans le régiment de Sault.
- En 1656, il est au siège de Valence-sur-le-Pô en Piémont.
- En 1658, il combat au siège de Mortare en 1658[13].

Après la paix des Pyrénées, Sault demeura quelques années tranquille dans ses quartiers du Dauphiné.

#### Guerre de Dévolution
En 1666, il fut appelé aux camps de Croissy, près d'Amiens, et de Mouchy près de Compiègne, et fut appelée, en 1667, pour participer à la guerre de Dévolution. Il fit avec Picardie les sièges de Tournai, de Douai et de Lille.
Il était en 1671 au camp de Dunkerque et fut un des trois régiments récompensés par le roi pour la promptitude et la perfection avec lesquelles ils exécutèrent leurs travaux.

#### Guerre de Hollande
En 1672, dans le cadre de la guerre de Hollande, il sert à l'armée des Pays-Bas sous le prince de Condé et se trouve au passage du Rhin en juin.
En juillet, le régiment se trouve au siège de Nimègue où il se distingue beaucoup.
 A la fin de la campagne, il prend ses quartiers d'hiver à Utrecht le 26 novembre, et le lendemain il détruisit complètement le régiment hollandais de Bampfield et brûla le village d'Ameyden lors de l'attaque sur les écluses avant d'effectuer une expédition sur Bodegraven et Zwammerdam durant l'hiver.
Sault servit encore en 1673 en Hollande, et en 1674 il passa à l'armée de Roussillon ou, en avril, il dégage la cavalerie française lors du combat de Morillas.
En juillet 1675, au siège du fort de Bellegarde le régiment emporte d'assaut le bastion détaché.
En 1676, l'armée de Roussillon fit une incursion en Catalogne. Mais trop faible pour prendre l'offensive, elle quitta le Lampourdan et repassa en Roussillon après une retraite pénible où Sault, toujours à l'arrière-garde, fut souvent aux prises avec l'ennemi. Le 4 juillet, il y eut un combat fort vif près d'Espouilles où Sault soutint sa réputation. Les Espagnols perdirent 6 000 hommes, et quatre de leurs régiments furent anéantis.
Il termina cette guerre en 1678 par la prise de Puycerda, où il ouvrit la tranchée dans la nuit du 29 au 30 avril. Le 3 mai, il emporta le chemin couvert, mais il ne put s'y maintenir, les communications ne se trouvant pas achevées. Le 18, il monta à l'assaut, et le 28, il prit possession de la ville, malgré la présence du comte de Monterrey (es).
 Sault demeura quelque temps en garnison à Puycerda et en démolit les fortifications.
En septembre 1681, le régiment, qui avait ses quartiers dans le Dauphiné, reçut l'ordre d'aller occuper Casal que Charles III Ferdinand duc de Mantoue cédait à Louis XIV.
Après la remise de cette place, il fut envoyé à Strasbourg et fut employé les années suivantes à la construction de la citadelle : il ne prit donc point part aux campagnes de 1683 et 1684.

#### Guerre de la Ligue d'Augsbourg
En 1688, alors que le 1er bataillon alla prendre possession d'Avignon, le 2e bataillon servait au siège de Philippsbourg dans le cadre de la guerre de la Ligue d'Augsbourg. Après la prise de cette ville, il fut chargé d'en réparer les fortifications. Un 3e bataillon fut créé qui servit jusqu'en 1694 pour le maintien de l'ordre dans les Alpes.
En 1689, le 1er bataillon seul servait à l'armée du Rhin. Le 2e vint l'y rejoindre en 1690, et à la fin de cette campagne, Sault retourna en garnison dans le Dauphiné
En mars 1691 il quitte sa garnison pour aller faire le siège du château de Nice. Il contribue aussi cette année à la prise de Veillane, de Carmagnola et du château de Montmélian. Le 14 novembre 1691, 3 bataillon sont retirés du régiment pour former le régiment de Chartres.
En 1692, durant l'invasion du Dauphiné par Victor-Amédée II de Savoie il prend part à la défense de Pignerol et de Suze.
Au commencement de 1693, il passe en Catalogne et fait le siège de Roses. Revenu ensuite dans le Piémont, il combattit à la Marsaglia en octobre.
En 1694, les trois bataillons furent réunis dans l'armée que le maréchal de Noailles commandait dans le Roussillon. Le régiment se trouva le 27 mai au passage du Ter, où les Espagnols furent complètement battus. Sault servit encore aux sièges de Palamos, Gérone, et de Castel-Follit et à celui d'Ostalrich, où le 3e bataillon fut mis en garnison.
Les campagnes de 1695 et 1696 se passèrent en escarmouches en Catalogne.
En 1697, le régiment de Sault prend part au combat de San-Féliù, et ensuite au siège de Barcelone durant lequel, le 19 juin, Sault, soutenues par le régiment d'Alsace, s'emparent d'un moulin défendu par 500 espagnols retranchés. À la paix de Ryswick, Sault vint prendre ses quartiers à Nîmes, et après avoir occupé successivement les garnisons d'Auch, de Moulins, de Dole et de Vienne, il alla s'embarquer en 1701 à Toulon pour se rendre en Italie.

#### Guerre de Succession d'Espagne
Engagé dans la guerre de Succession d'Espagne, il se trouva cette même année, de 1701, aux combats de Carpi et de Chiari.
Le régiment hiverna à Pavie, et joignit en mai 1702 l'armée de Louis-Joseph duc de Vendôme. Dès le début de la campagne, les grenadiers prirent part, à Santa-Vittoria, à la défaite d'un corps de 3 400 Impériaux. Quelques jours après se donna la bataille de Luzzara. Les 500 hommes du régiment, placés au centre, soutinrent vaillamment trois charges, et enfin réduit à 100 hommes, il fut obligé de se retirer derrière la cavalerie.
 Après cette bataille, Sault fut envoyé à Modène pour se rétablir et prit peu de part à la campagne de 1703. Il fit partie du corps dont le duc de Vendôme se réserva le commandement particulier, mais pendant l'expédition du Tyrol, il fut laissé à Desenzano del Garda, d'où il se rendit au mois d'août à Riva del Garda.

### Régiment de Tessé (1703-1707)
Le samedi 6 octobre 1703 à Modène, le comte de Sault, dernier duc de Lesdiguières, étant mort à l'âge de 24 ans, le régiment cessa de porter un titre qu'il avait illustré pendant toute la durée du XVIIe siècle, et prit le nom de son nouveau colonel René-Mans de Froulay comte de Tessé.

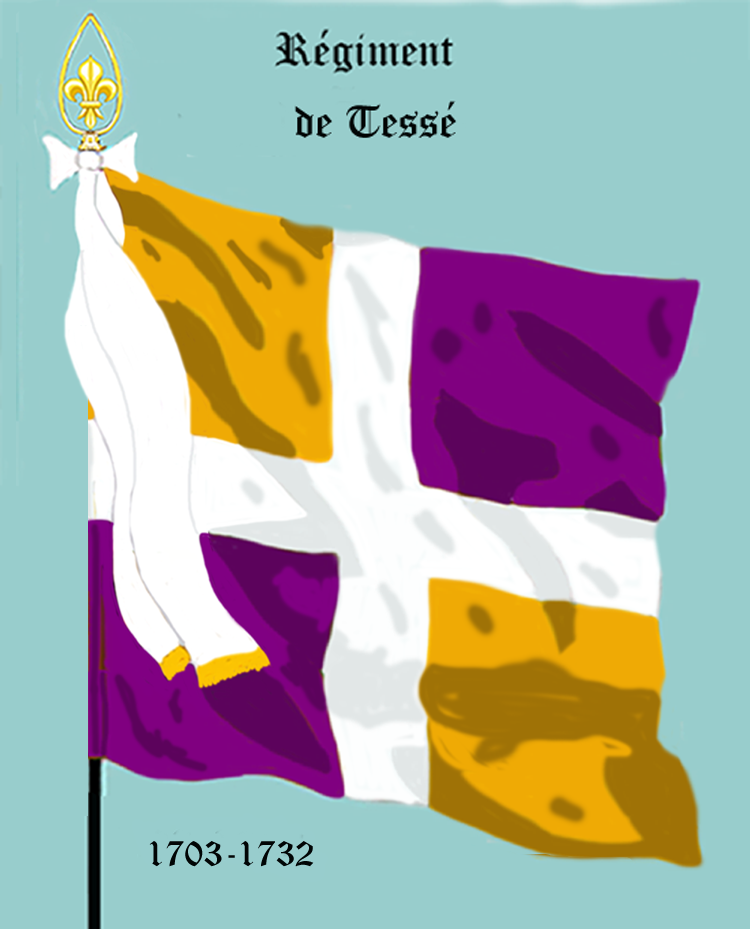
régiment de Tessé de 1703 à 1732

#### Guerre de Succession d'Espagne
En 1704, Tessé, fit le siège de Verceil et celui d'Ivrée et il commença le siège de Verrue où le colonel fut très dangereusement blessé.
En 1705, après la prise de Verrue, il se trouve à l'attaque de Carbignano, puis en octobre à l'affaire de Carpi, où M. de Tessé reçoit encore un coup de feu à la cuisse, un coup d'épée à la main, et a son cheval tué sous lui.
En 1706, le corps fut employé au siège de Turin où ses grenadiers s'y distinguèrent. La part que le régiment prit à ce siège et à la funeste bataille qui le termina peut se mesurer par l'étendue des pertes qu'il y fit.
Après avoir passé l'hiver en Dauphiné, Tessé fut employé en 1707 à la défense de Toulon. Placé d'abord dans le fort Sainte-Catherine, il repoussa pendant deux jours toutes les attaques de l'ennemi : les troupes qui le relevèrent, ayant montré moins de fermeté, le fort tomba au pouvoir des alliés. Le 15 août, le régiment est chargé de le reprendre. Il l'emporte l'épée à la main, et tombant sur les quatre bataillons autrichiens qui le gardaient, il les anéantit complètement.

### Régiment de Tallard (1707-1739)
En novembre 1707 le régiment change une nouvelle fois de nom en prenant le nom de son nouveau colonel Marie-Joseph d'Hostun duc de Tallard.

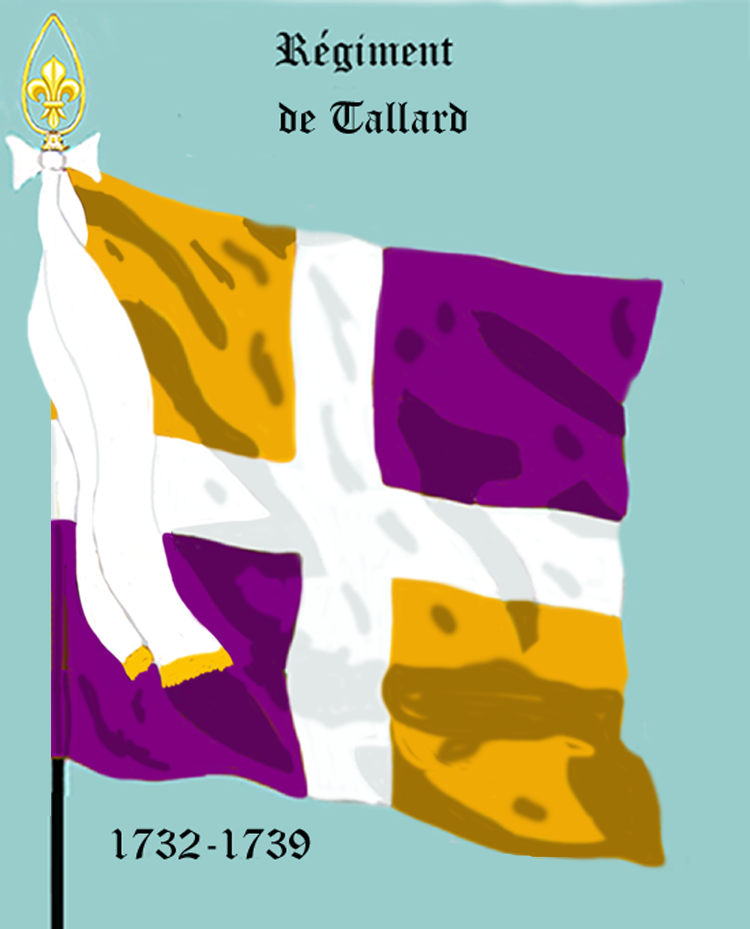
régiment de Tallard de 1732 à 1739
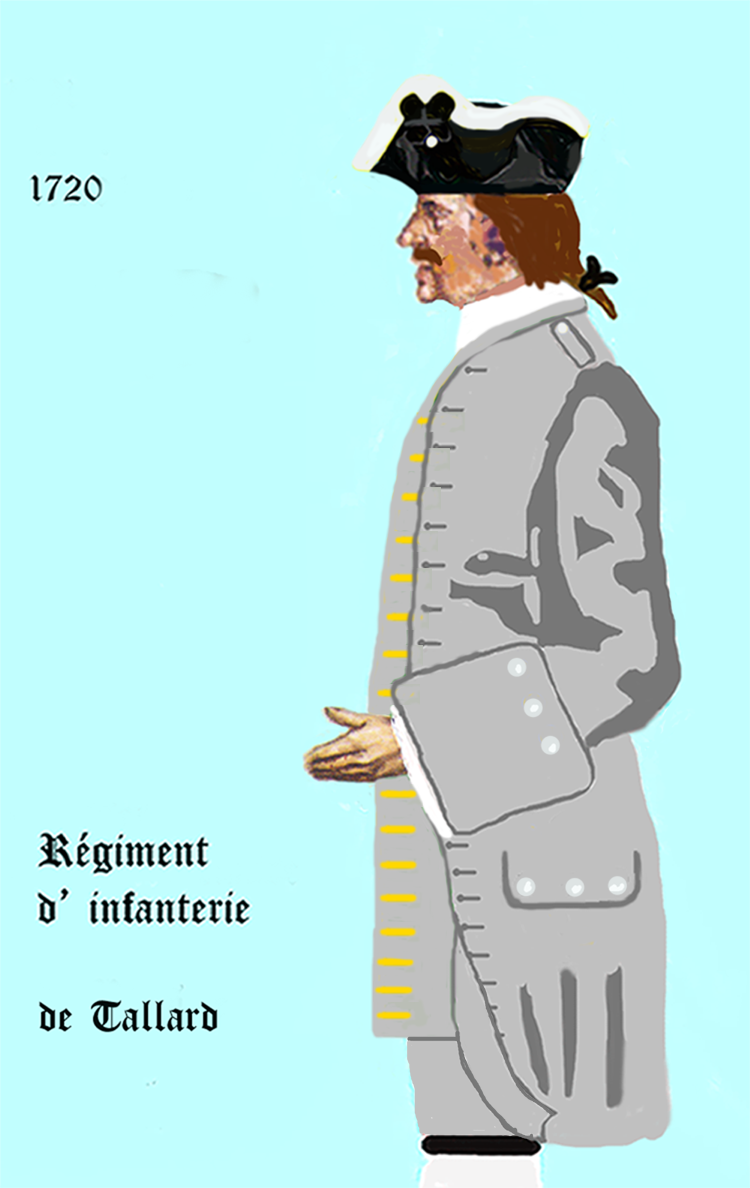
régiment de Tallard de 1720 à 1734

#### Guerre de Succession d'Espagne
En 1708, le régiment Tallard passe à l'armée du Rhin.
Mis dans les lignes de défense la Lauter il se distingue en 1709 au combat de Rumersheim où l'ennemi perdit plus de 6 000 hommes, 20 drapeaux et étendards et tous ses bagages.
Retourné à Wissembourg, le régiment de Tallard fut détaché au mois d'octobre 1709 sur la Sarre et resta dans les lignes pendant la campagne
de 1710. À la fin de cette année 1710, il est envoyé au Vieux-Brisach.
En 1713, il participe aux siéges de Landau et de Fribourg où il emporte, le 29 octobre, la demi-lune, forçant la place de Fribourg de capituler le lendemain. La paix revenue après les traités d'Utrecht, de Rastatt et de Baden le régiment fut mis en garnison à Besançon.

#### Période de paix
En 1714, les régiments de Sève, d'Artagnan, de Conflans, de Lachau-Montauban et de Turbilly étant réformés, ceux-ci furent versés dans régiment de Tallard ainsi que le régiment de Masselin qui y fut fondu en 1715.
En 1717, Tallard est envoyé à Strasbourg en 1720 il occupe Sedan et Mézières et en 1721 Maubeuge. En 1724 il est de retour à Strasbourg, et l'année suivante, en 1725, il fait un service d'honneur auprès du roi de Pologne Stanislas Leczinski. En 1727, il est à Landau, en 1728 dans le Forez, en 1729 à Briançon, en 1730 à Perpignan, en 1731 à Montpellier et en 1732 à Phalsbourg.

#### Guerre de Succession de Pologne
Ce fut de là qu'il partit, en 1733, pour se rendre au siège du fort de Kehl dans le cadre de la guerre de Succession de Pologne.
En 1734, le régiment fut porté à trois bataillons et prit part à l'attaque des lignes d'Ettlingen et au siège de Philippsbourg.
Il passa l'année 1735 au camp de Saint-Maximin près de Trèves.
À partir de 1736, Tallard occupa successivement les garnisons de Toul, de Schelestadt, de Strasbourg, du Quesnoy, de Douai et de Lille.

### Régiment de Monaco (1739-1749)
En 1739, il est donné au prince de Monaco Honoré Camille Léonor Goyon de Grimaldi, qui change de nom en prenant le nom de régiment de Monaco.
De 1740 à 1743 il est affecté aux travaux du canal de Gravelines et au creusement du port de Dunkerque.

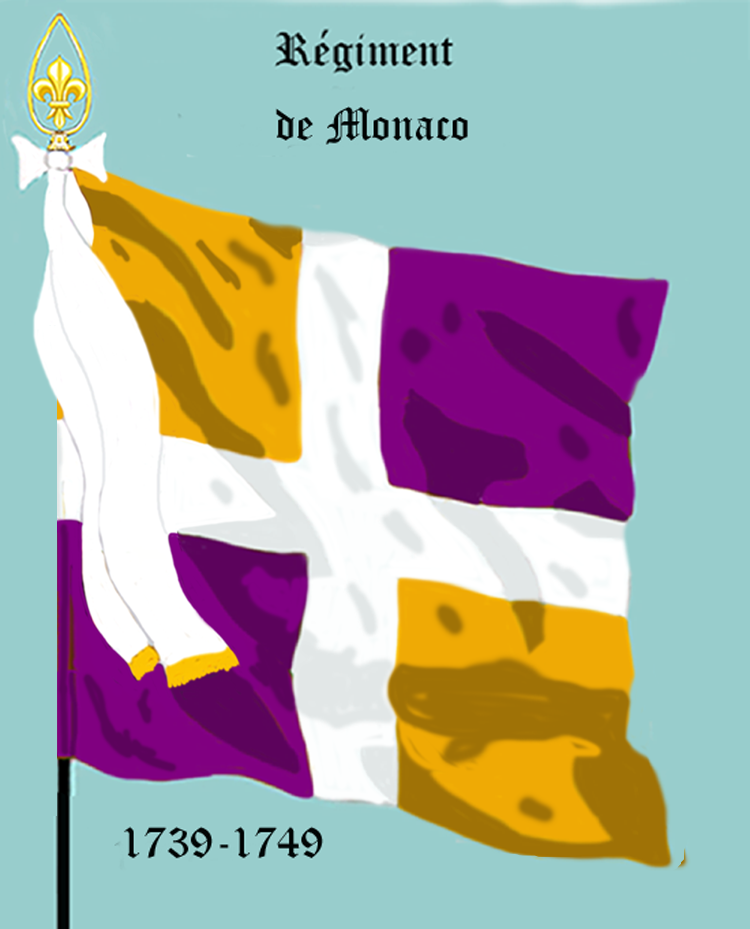
régiment de Monaco de 1739 à 1749
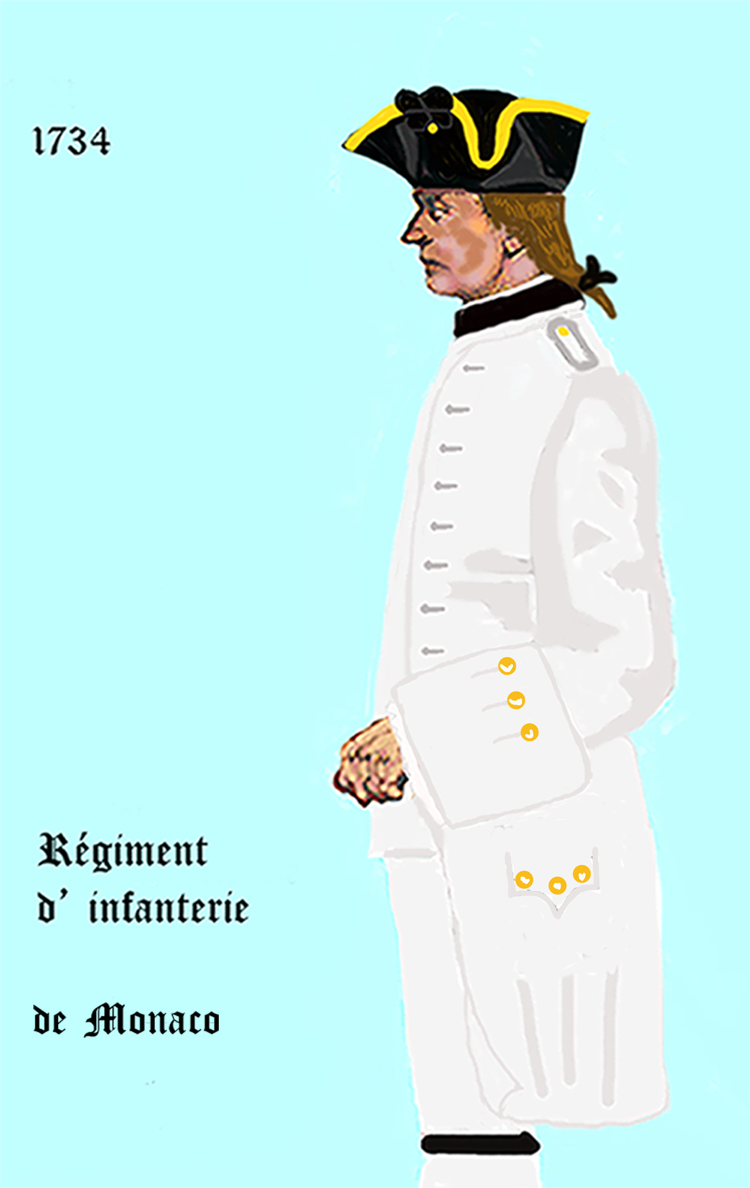
de 1734 à 1749

#### Guerre de Succession d'Autriche et rébellions jacobites
Durant la guerre de Succession d'Autriche, en 1742, il est affecté dans l'armée de Flandre, mais il ne fut pas appelé à prendre une part active à la guerre.
Pendant l'année 1743, il était le plus ancien régiment du camp de Dunkerque où se préparait une expédition pour les côtes d'Angleterre. Cette entreprise, qui avait pour objet de transporter le prétendant en Écosse, reçut un commencement d'exécution en 1744. La flotte appareilla, mais assaillie dans la mer du Nord par une tempête furieuse, elle fut obligée de rentrer dans le port. L'occasion était manquée ; les troupes débarquèrent et se rendirent à l'armée de Flandre, qui fit les sièges de Menin, Ypres et Furnes, et acheva la campagne au camp de Courtrai.
En 1745, après avoir passé l'hiver à Sarrelouis, le régiment de Monaco en partit le 25 février avec mission de ravager la Vettéravie. Il se signala souvent contre les troupes légères impériales et fut de toutes les expéditions de l'armée du Rhin commandée cette année par Louis-François de Bourbon prince de Conti.
En 1746, il quitta Nancy pour se rendre à l'armée de Flandre. Il fut de la fameuse marche de Maubeuge à Herentals et servit avec distinction au siège de Mons où il ouvrit la tranchée le 24 juin devant l'ouvrage à cornes de la porte de Berthamont. Les grenadiers de Monaco furent les premiers qui franchirent les palissades du chemin couvert, et poursuivant l'ennemi de traverse en traverse, l'en chassèrent et s'y établirent. La prise de Mons coûta au régiment 300 hommes tués ou blessés. La prise de Namur et de son château ou les grenadiers du régiment de Monaco prirent une grande part à la prise de l'ouvrage à cornes, et cette action entraîna la capitulation de Namur, qui battit la chamade sous les drapeaux du régiment.
La bataille de Rocoux fut un des plus beaux jours du régiment. Sa brigade, composée de ses trois bataillons et du régiment de Rochefort pénétra dans les vergers du village d'Ance que le régiment de Picardie attaquait par la droite, et dont la possession coûta tant de sang aux deux armées. Dans cette journée, le régiment eut 400 hommes hors de combat. Le colonel prince de Monaco, Honoré Camille Léonor Goyon de Grimaldi, y fut grièvement blessé. Après ce fait d'armes, le régiment est envoyé à Strasbourg, et pour se rétablir, y leva un 4e bataillon.
Au commencement de 1747, un détachement de 300 hommes battit complètement un parti autrichien aux environs de Hasselt, lui tua 150 hommes, et lui en prit autant. Le 2 juillet, Monaco est à la bataille de Lawfeld. Sa brigade avait la droite de la division du comte de Clermont, qui fut chargée d'attaquer le village de Lawfeld, défendu par les régiments anglais et hanovriens qui ouvrirent un feu terrible, aussitôt que les brigades françaises furent à portée du village. Malgré la mort qui éclaircissait leurs rangs, malgré l'escarpement des revêtements du village, les troupes de France parvinrent à s'emparer des vergers et, après des prodiges d'audace et de ténacité, à faire céder l'ennemi. Dans cette affaire, où Monaco fournit cinq charges successives et où il s'empara de quatre canons, il eut 60 officiers et 800 soldats mis hors de combat. Le prince de Monaco fut encore blessé.
Le régiment, épuisé par cette gigantesque lutte, se trouva hors d'état de servir au siège de Berg-op-Zoom. Le roi voulut le voir, combla les survivants d'éloges et de grâces, et ordonna qu'on passerait les compagnies à 39 hommes. Le régiment alla rejoindre à Sarrelouis son 4e bataillon, et y prit ses quartiers d'hiver.
En 1748, il est au siège de Maastricht, à l'attaque de la rive gauche de la Meuse. Après la capitulation de cette place, il occupa successivement Anvers et Bruxelles.

### Régiment de Belzunce (1749-1761)
Après le traité d'Aix-la-Chapelle le régiment rentre en France, au mois de février 1749, et est donné à Armand, vicomte de Belzunce qui change de nom en prenant le nom de régiment de Belzunce et mis en garnison à Cambrai.

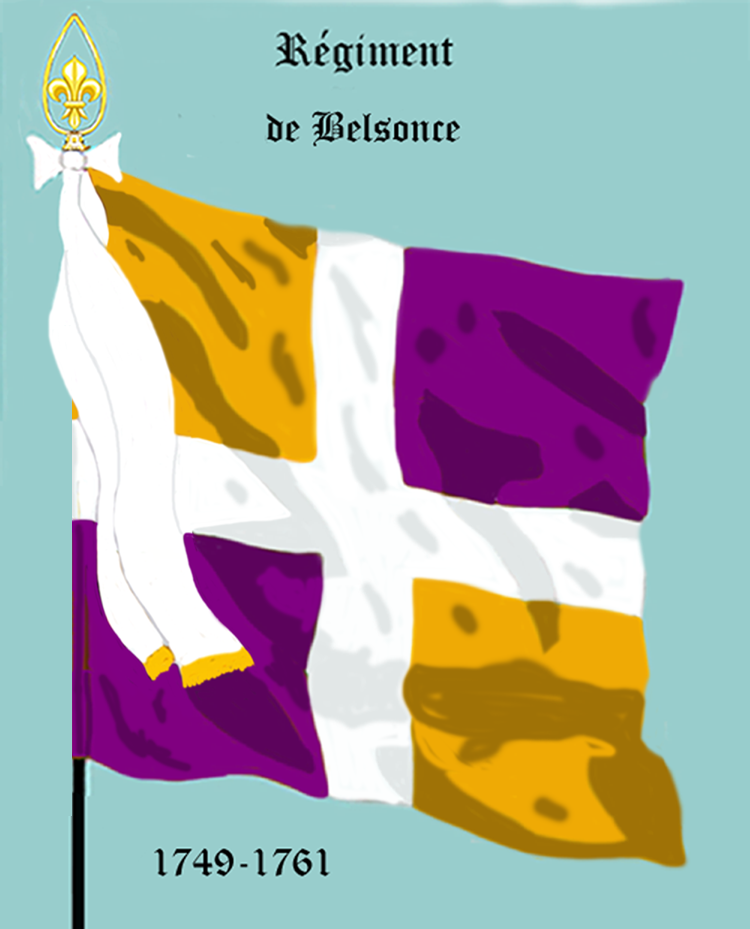
régiment de Belsunce de 1749 à 1761

#### Période de paix
En 1750, il est en garnison à Givet, en 1751 il est à Valenciennes, en 1752 à Landrecies, en 1753 au camp de Mézières, en 1754 à Strasbourg et en 1755 à Landau.

#### Guerre de Sept Ans
En 1756, les hostilités ayant recommencé avec l'Angleterre, il fit partie du camp de Dunkerque et il alla ensuite passer l'hiver à Metz, d'où il partit en mars 1757 pour entrer en Westphalie.
Le régiment de Belzunce demeura d'abord quelque temps à Lippstadt où il fit quelques travaux de défense. Au mois de mai, William Augustus duc de Cumberland vint avec un corps hanovrien reconnaître Lippstadt, mais voyant la ville en état de faire résistance, il se retira. Les quatre compagnies de grenadiers du régiment se mirent à sa poursuite avec 300 volontaires de Chabot et défirent complètement un corps de 1 200 hommes que le duc avait laissé dans Rietberg pour couvrir sa retraite. 
 Le 26 juillet, Belzunce prit part à la bataille de Hastenbeck à la gauche du régiment de Picardie. Durant ce combat le colonel commandant le régiment, Armand, vicomte de Belzunce, fut blessé d'une balle qui lui perça le bras. 
Le régiment de Belzunce suivit ensuite le maréchal de Richelieu dans son expédition de Hanovre, et demeura au camp d'Halberstadt du 28 septembre au 5 novembre. Obligée de rétrograder après la bataille de Rosbach, l'armée de Hanovre (de) exécuta en plein hiver une retraite difficile et se replia lentement derrière le Rhin. Dans cette marche rétrograde, le régiment trouva encore l'occasion de se signaler les 10 et 11 janvier 1758 à la surprise d'Halberstadt, au ravitaillement du château de Roggenstein (de) et à la prise de Quedlinbourg.
Belzunce assiste cette année à l'affaire de Crefeld avant d'être détaché au mois d'octobre de l'armée du Bas-Rhin pour aller renforcer celle que le prince de Soubise commandait en Hesse, il prend part au succès de la bataille de Lutzelberg. Il faisait partie du corps de Chevert, qui arriva sur le champ de bataille et fut immédiatement attaqué par l'ennemi. Mais celui-ci, impétueusement chargé par la cavalerie française, et fusillé à bout portant par un bataillon de Belzunce qui s'était habilement jeté sur son flanc, fut mis dans un épouvantable désordre, et la victoire fut assurée de ce côté. Cinq canons restèrent au pouvoir du régiment. Le colonel Armand, vicomte de Belzunce avait été blessé grièvement à la hanche dès le commencement
de l'action, en dirigeant les grenadiers à l'avant-garde.
Après la bataille de Lutzelberg Belzunce en Westphalie et prend ses quartiers d'hiver à Düsseldorf.

En avril 1759, il en sortit pour voler au secours du maréchal de Broglie serré de près dans la Franconie, mais il arriva trop tard à Bergen, et se replia sur Mayence pour y veiller à la conservation du pont. Le 1er août 1759 il est à la bataille de Minden à côté de Picardie.
Après avoir passé l'hiver 1759-1760 sur la rive droite du Rhin, Belzunce joignit l'armée du maréchal de Broglie et fit pendant quelques mois une guerre de détachements. Début juillet, après un combat près de Fulde, les compagnies de chasseurs du régiment participèrent au siège de Munden, placée dans une île de la Wera, ou le régiment soutint durant quatre jours la canonnade et des tirs de mousqueterie. Le régiment se trouva plus tard à la bataille de Corbach et à la prise de Gottingen où il fut mis en garnison et où il fut bloqué pendant les mois de novembre et de décembre.
Le 8 janvier 1761, un piquet sort de Göttingen, enlève les avant-postes ennemis à Boënsen et Wolbrùnshausen situés en avant de Katlenburg-Lindau et capture cinq officiers et 150 soldats, sans avoir perdu un seul homme. Le 27 janvier, dans une autre sortie, un détachement marche sur Duderstadt, attaque l'ennemi à Immingerode, tue ou blesse 300 hommes et contribue à la prise de Duderstadt.
Quelques jours après quatre piquets attaqués dans Gottingen sont contraints de se retirés à Cassel où le régiment venait d'entrer et ou il fut assiégé. Le 7 mars les 1er et 3e bataillons exécutent une sortie, détruisent les ouvrages des assiégeants et ramènent quatre obusiers. 
Le 24 mars les assiégeants forcent la redoute de Warburg qui est reprise par trois compagnies du régiment.

### Régiment de Rougé (1761-1763)

#### Guerre de Sept Ans
Après la levée du siège, le régiment devient régiment de Rougé et quitte Cassel le 28 juin 1761 en formant l'avant-garde du maréchal de Broglie, qui battit le général Sporken au-delà de Warbourg et de Liebenau et lui prit 300 hommes, des canons et ses équipages.

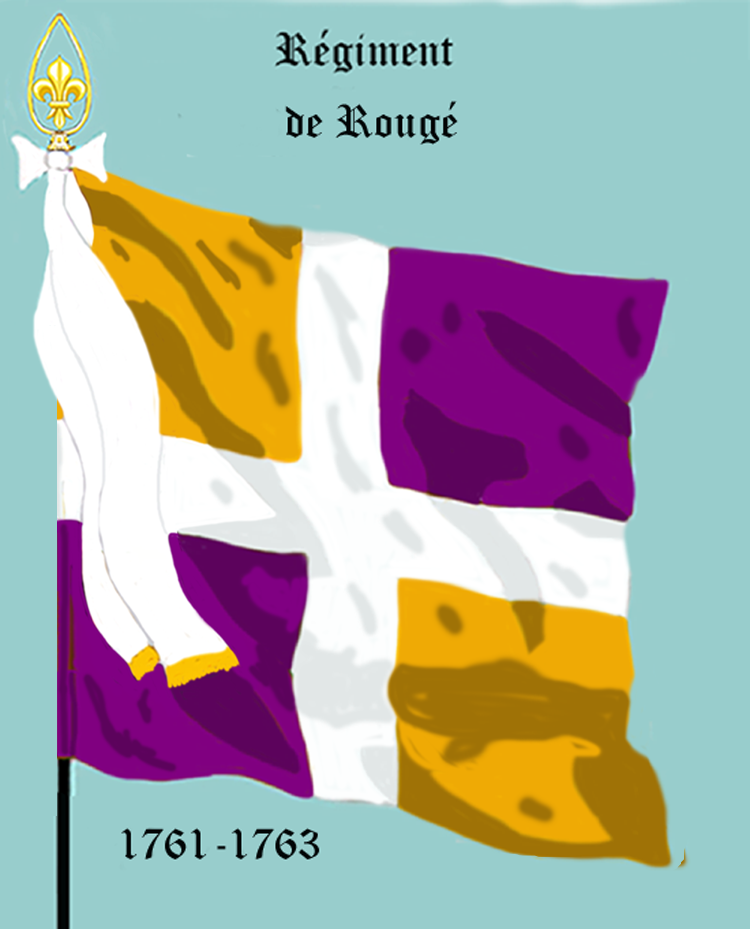
régiment de Rougé de 1761 à 1763

Le 1er juillet il se trouve au combat de Lippstadt où 300 grenadiers tinrent tête à 17 000 hommes.
 Le 15 juillet il s'empare du château de Nordel (Allemagne) (de), le lendemain il est à la bataille de Villinghausen ou il est fort maltraité. Il arrive sur le terrain pour remplacer les régiments du Roi et du Dauphin, qui venaient d'être écrasés. Formé de quatre bataillons, placés en échelons dans un terrain fourré, les premières décharges de l'artillerie ennemie, qui prenait en flanc les deux bataillons les plus avancés, y avaient déjà fait d'affreux ravages, avant que le maréchal de Broglie donne l'ordre d'évacuer le village de Vellinghausen (de). Dans ce mouvement, le régiment de Rougé est bientôt coupé du reste de l'armée et complètement enveloppé. Le 2e bataillon parvient à se dégager mais le 1er bataillon, trop avancé est abandonné à ses propres forces. Il charge à la baïonnette les premiers corps ennemis qui s'avancent et les fait reculer. Après une heure et demie de résistance héroïque contre toutes les forces des alliés, les 838 rescapés du 1er bataillon se rendent et l'ennemi capture également 9 drapeaux et les 4 pièces régimentaires. Le 2e bataillon, seul échappé au désastre, fut envoyé à Cassel avant de rentrer en France et mis en garnison à Dunkerque.
Lors de la réorganisation des corps d'infanterie français de 1762, le régiment de Rougé conserve ses quatre bataillons et prend le nom de régiment de Flandre.
L'ordonnance arrête également l'habillement et l'équipement du régiment comme suit :
Habit et veste de drap blanc, culotte de tricot de même couleur; parements, revers et collets violets, pattes ordinaires garnies de trois boutons, autant sur le parement, cinq au revers et quatre en dessous : boutons jaunes unis, avec le no 10. Chapeau bordé d'or.

### Régiment de Flandre (1763-1791)
Le 10 décembre 1762, il cessa d'être régiment de gentilshommes et prit le titre de la province de Flandre.
Le 10 février 1763, le traité de Paris met fin à la guerre de Sept Ans.

#### Période de paix
En mars 1763, le régiment de Flandre vint en garnison à Lille puis il retourna, en novembre 1764, à Dunkerque d'où il se rendit, en août 1765, à Montpellier. Il arriva à Metz en novembre 1766, à Lille en juin 1769, à Saint-Omer en janvier 1771, à Calais en octobre 1772, revint à Saint-Omer en avril 1774, et fut envoyé à Landau au mois d'octobre de la même année. 

Devenu un régiment à quatre bataillons, les deux derniers bataillons sont envoyés en Bretagne.

Lors de la réorganisation des corps d'infanterie français du 26 avril 1775 Flandre conserve ses 4 bataillons.
Au moment du dédoublement, les positions du régiment étaient :
- le 1er bataillon était en garnison à Landau
- le 2e bataillon était en garnison à Landau
- le 3e bataillon était en garnison à Belle-Île-en-Mer.
- le 4e bataillon embarqua pour Saint-Domingue où il arriva le 18 janvier 1776.

Le 25 mars 1776, l'ordonnance qui partageait "Flandre" en deux régiments est exécutée.
- Les 1er et 2e bataillons restent "régiment de Flandre" et prend le no 19 dans le classement définitif du 19 février 1777.
- Les 3e et 4e bataillons forment le nouveau régiment sous le nom de Cambrésis et prend le no 20 dans le classement définitif du 19 février 1777.

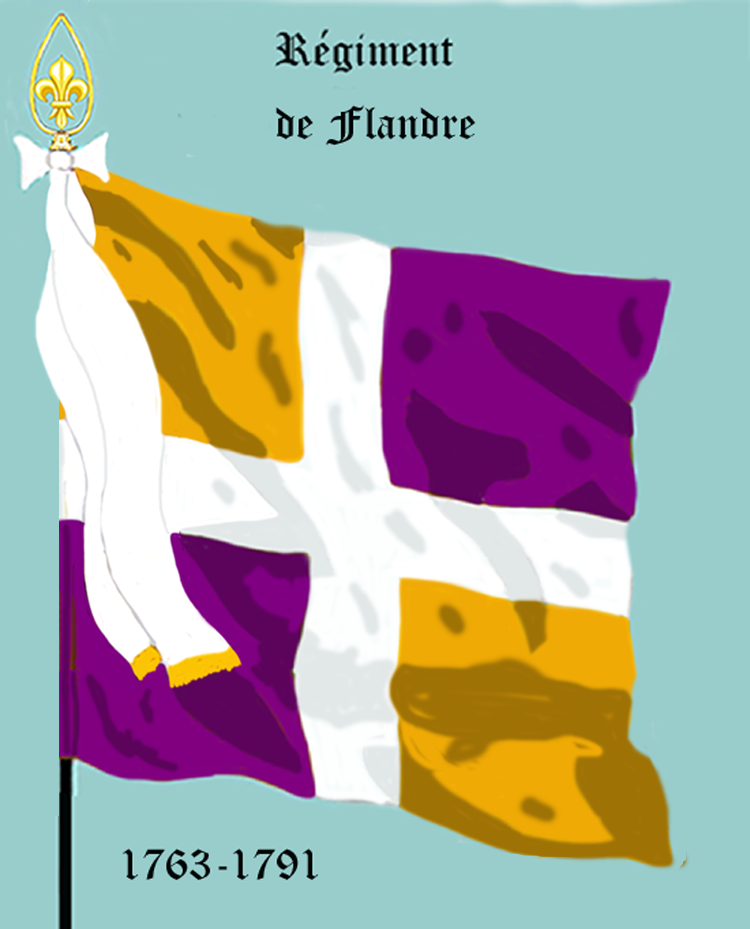
régiment de Flandre de 1763 à 1791
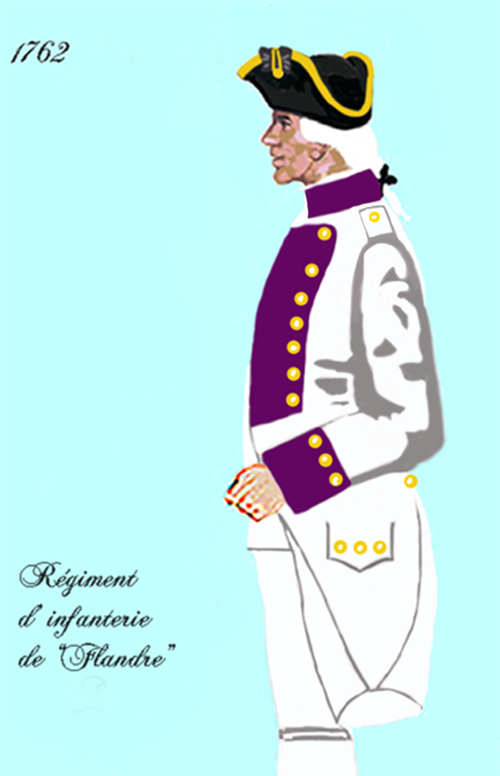
régiment de Flandre de 1762 à 1776
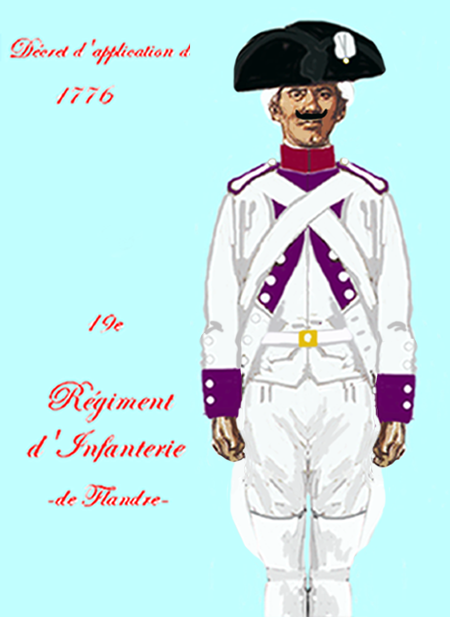
régiment de Flandre de 1776 à 1779
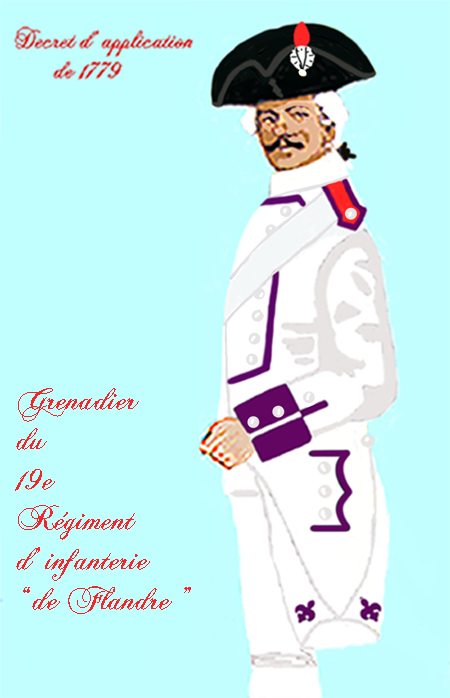
régiment de Flandre de 1779 à 1791

Le nouveau « régiment de Flandre », formé des 1er et 2e bataillons de l'ancien, quitta Landau en juillet 1776, pour se rendre à Lille.
Il passa à Calais en avril 1778, se rendit au mois de juillet de la même année à Fécamp et fit partie du camp de Vaussieux. Renvoyé à Saint-Omer en octobre, il retourna en mai 1779 sur les côtes et fut placé à Eu.
En octobre 1781, il alla à Lannion et au mois de mai 1783, il eut ordre de se rendre à Douai avant de rejoindre Dunkerque au mois d'octobre de la même année et de revenir à Douai en mars 1788.

#### Révolution française
Il était dans cette ville quand on y apprit les événements du 14 juillet 1789.

Le régiment de Flandre s'étant bien conduit à Douai et ailleurs, le comte d'Estaing, colonel de la garde nationale de Versailles et cousin du Roi, et le comte de Saint-Priest, ministre de la Maison du Roi et bientôt premier ministre de l'Intérieur, font envoyer le régiment de Flandre à Versailles où il arrive le 23 septembre et remet son artillerie et ses munitions à la garde nationale. Cette marque de confiance avait dissipé les préventions des habitants qui comblèrent les soldats tandis que la cour, de son côté et malgré l'étiquette, croyait devoir attirer les officiers.
L'arrivée de ces nouvelles à Paris y fit un effet prodigieux. La population n’avait alors aucun doute doute que ce régiment de Flandre, frauduleusement introduit dans Versailles, était l'avant-garde des ennemis, et les imprudences de la cour firent faire à la Révolution un nouveau pas. Un banquet offert le 1er octobre aux officiers du régiment en présence de Marie-Antoinette est dénoncé à la tribune de l'Assemblée nationale par Pétion.
Le 5 octobre, l'insurrection éclate, et le peuple de Paris se précipite sur la route de Versailles. 
Aussitôt que la tête de cette colonne tumultueuse est aperçue sur l'avenue du château, le régiment de Flandre prend les armes et se met en bataille, avec les autres corps qui étaient à Versailles, sur la place du château, faisant face à l'avenue de Sceaux. 
Le lendemain 6 octobre, La Fayette reçut le serment civique des officiers de Flandre, et le roi leur ordonna de rassembler le plus possible de leurs soldats pour l'escorter à Paris avec la garde nationale.
Après les journées d'octobre, le roi Louis XVI ayant quitté Versailles pour habiter les Tuileries, le régiment de Flandre resta sans difficulté à Versailles, et y rivalisa de patriotisme avec la garde nationale de cette ville.
 Le 29 avril 1791, il se mit en route pour Saint-Omer. Son départ faillit causer une émeute. Le peuple voulut s'y opposer, et courut fermer les grilles du petit Montreuil. La garde nationale intervint, et après quelques coups de fusil, force resta à la loi. 
De Saint-Omer, Flandre se rendit à Bergues en mai 1792.

### 19erégiment d'infanterie de ligne ci-devant Flandre
L'ordonnance du 1er janvier 1791 fait disparaître les diverses dénominations, et les corps d'infanterie ne sont désormais plus désignés que par le numéro du rang qu'ils occupaient entre eux. Ainsi, 101 régiments sont renommés. Les régiments sont toutefois largement désignés avec le terme ci-devant, comme 19e régiment d'infanterie ci-devant Flandre.

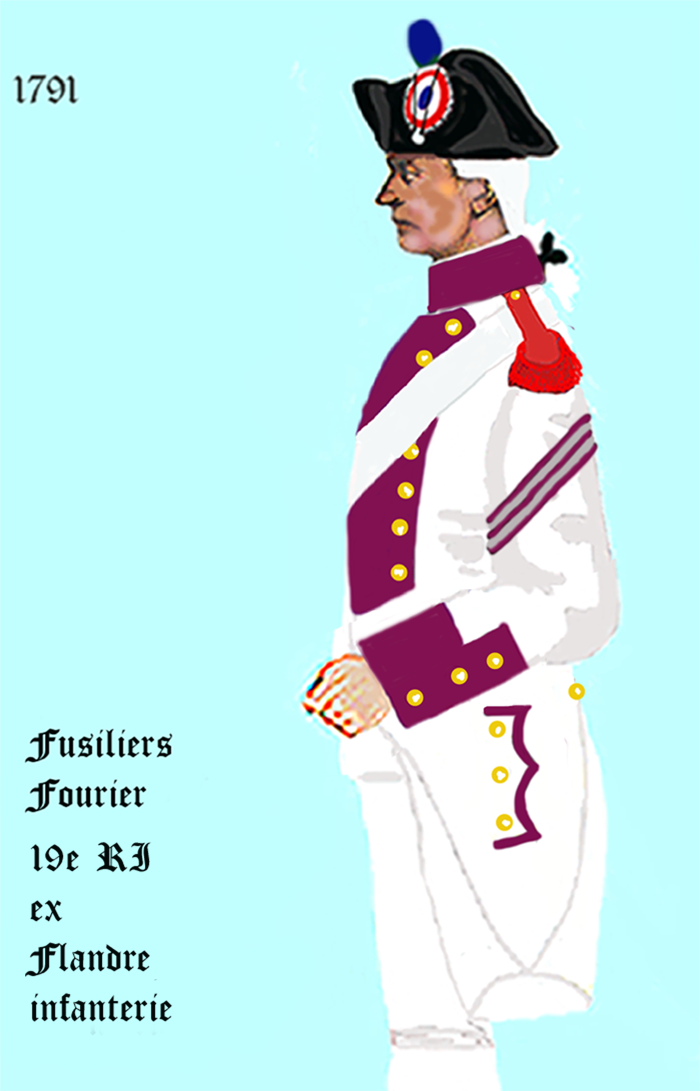
19e régiment d'infanterie de ligne de 1791 à 1797
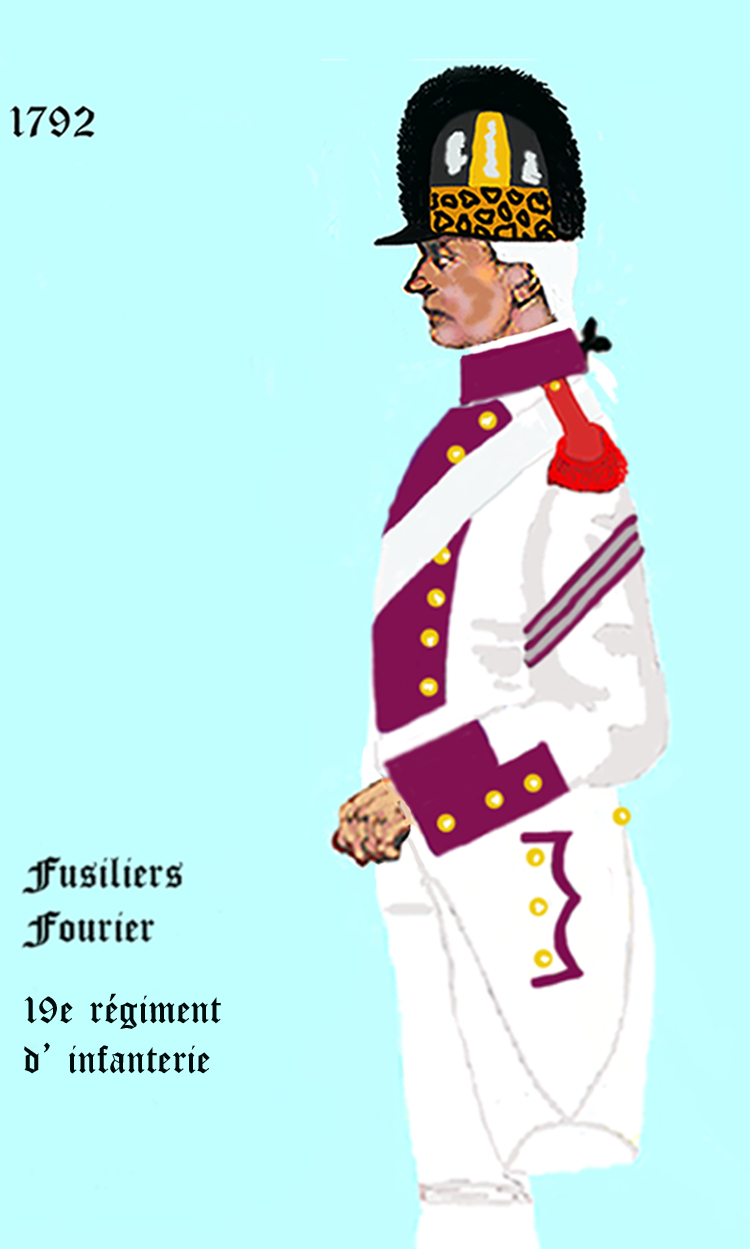
19e régiment d'infanterie de ligne de 1792

#### Guerres de la Révolution française
En juillet, l'invasion commença et l'armée de Brunswick prit facilement les forteresses de Longwy et de Verdun.
Le 1er bataillon entre alors dans la composition de l'armée du Nord, tandis que le 2e bataillon reste à Lille, qu'il contribua à défendre contre le duc de Saxe-Teschen.
Le 1er bataillon passe ensuite à l'armée du Centre, et prend part à toutes les opérations de Kellermann, depuis Valmy, où il était en première ligne, jusqu'à la retraite des Prussiens du duc de Brunswick ou le bataillon forma toujours l'extrême avant-garde.
Les deux bataillons furent réunis au mois d'octobre, et tous deux se couvrirent de gloire, le 6 novembre, à la bataille de Jemmapes. La victoire fut due en partie à l'audace avec laquelle le général Dampierre, marchant à la tête du seul régiment de Flandre et du 1er bataillon des volontaires de Paris, attaqua les six bataillons ennemis qui débordaient le corps de Beurnonville. Le 19e régiment d'infanterie de ligne ci-devant Flandre culbuta le régiment d'infanterie de Bender et les dragons de Latour, enleva les deux redoutes qu'ils gardaient, en tourna les canons contre les Autrichiens, rendit ainsi à Beurnonville assez de liberté pour reprendre l'offensive, et ramena 1 600 prisonniers. Cette vigueur lui mérita le nom d'« invincible ». Après cette bataille, la Belgique fut conquise et le 2e bataillon fut mis en garnison dans la citadelle d'Anvers, tandis que le 1er bataillon continua de prendre part activement à la guerre sous les ordres de Dumouriez. Après la défaite de Neerwinden et l'évacuation de la Belgique, les deux bataillons revinrent cantonner à Valenciennes. Le 30 avril 1793, il y eut devant cette place un grand engagement d'avant-postes, où le 2e bataillon se distingua particulièrement.
Le 1er bataillon continua de servir à l'armée du Nord, et se distingua encore, le 10 floréal an II (29 avril 1794), au combat de Mont-Cassel avant d'être rattaché à l'armée de Sambre-et-Meuse. 

Lors de la réorganisation de 1793, alors qu'il devait former la 37e demi-brigade de première formation le 1er bataillon n'est pas amalgamé. Il sera incorporé directement dans la 55e demi-brigade de deuxième formation en 1797.
En 1793, le 2e bataillon du 19e régiment d'infanterie de ligne ci-devant Flandre est amalgamé avec le 1er bataillon de volontaires de la Somme et le 3e bataillon de volontaires de l'Aube pour former la 38e demi-brigade de première formation.
Ainsi disparaît pour toujours le 19e régiment d'infanterie ci-devant Flandre, partageant le sort de tous ces vieux régiments qui depuis deux siècles avaient défendu si intrépidement la patrie contre toutes les coalitions.

## Personnes célèbres ayant servi au régiment de Flandre

### François Hector de La Tour du Pin
François Hector de La Tour du Pin de Lachau-Montauban est né en 1675.
Mousquetaire en 1690, il combat à Fleurus.
 En 1691 il est nommé cornette dans le régiment de Brionne et participe à la campagne d'Allemagne.
Passé capitaine au régiment de dragons du comte de Gramont par commission du 16 mai 1693, il est affecté à l'armée d'Italie et participe à la bataille de La Marsaille et à la défense de Warmez en 1695.
Affecté à l'armée de la Meuse en 1697, il fait les campagnes d'Allemagne de 1701 et 1702.

Colonel d'un régiment de son nom, le régiment de Lachau-Montauban, par commission du 10 décembre 1702 il combat sur le Rhin, aux défenses d'Haguenau en 1705 et de Lauterbourg et de l'île du Marquisat en 1706 avant de participer à la campagne en Souabe et Franconie en 1706 et 1707 avant de défendre les lignes de la Lauter en 1710.
Le 30 mars 1710, il est nommé brigadier en récompense de sa belle conduite durant le siège de Drusenheim.
Le lieutenant général du Bourg s'exprimait ainsi sur son compte : 
« Monsieur de La Chaux à qui j'avais donné une brigade composée de 2 bataillons du régiment d'Auxerrois (colonel Louis Henri d’Harcourt, comte de Beuvron) et de son régiment fit des merveilles et je n'eus point besoin du tout d'aller rien ordonner à sa manœuvre qui fut parfaitement belle. Il est ancien colonel et mériterait fort que le Roi le récompensât en le faisant brigadier... Quatre pièces de canons ont été prises par la brigade de La Chaux ».
Dans le même combat, le régiment de La Tour-du-Pin prend cinq drapeaux à l'ennemi.
Après la défense de Bouchain en 1711, il signe avec M de Ravignan et le chevalier d'Artagnan une protestation contre le duc de Malborough qui avait violé le droit des gens en les retenant prisonniers, contrairement aux clauses de la capitulation.
Son régiment est réformé le 22 mai 1714. Il est entretenu colonel à la suite de Marie-Joseph d'Hostun duc de Tallard par ordre du 8 septembre 1715, il obtint le grade de maréchal de camp par brevet du 1er février 1719 et ne servit plus.
Il meurt le 2 février 1730.

## Régiments absorbés par le régiment de Flandre

### Régiment d'Artagnan
Le « régiment d'Artagnan » est créé le 10 décembre 1709 par donation du « régiment de La Motte » à Louis de Montesquiou, chevalier d'Artaignan.
Le « régiment de La Motte », avait été levé le 25 juillet 1702 par Eléonor Clément de Guillaud, comte de La Motte. Dans le cadre de la guerre de Succession d'Espagne, le régiment, est d'abord affecté à l'armée d'Allemagne, puis à l'armée de Bavière en 1703 et 1704 avec lesquelles il participe aux sièges d'Ulm et d'Augsbourg et à la bataille d'Hochstadt. Affecté à l'armée de Flandre, en 1705, le régiment de trouve à la bataille de Ramilies, à la défense d'Ostende en 1706, à la bataille d'Audenarde en 1708 et à celle de de Malplaquet en 1709 ou son colonel y est tué.
Donné le 10 décembre 1709 à Louis de Montesquiou, chevalier d'Artaignan, il prend le nom de « régiment d'Artagnan » et participe en 1710, à la défense de Béthune, puis à celle de Bouchain en 1711. En 1712, le régiment participe à la défense de Landrecies puis aux prises de Douai, du Quesnoy et de Bouchain.
Le 29 octobre 1714, après le traité de Rastatt, le « régiment d'Artagnan » est licencié et ses éléments sont incorporés dans le « régiment de Tallard ».

### Régiment de Conflans
Le « régiment de Conflans » est créé le 30 décembre 1710 par donation du « régiment de Thézut » à Alexandre Philippe, chevalier de Conflans-Saint-Rémy.
Le « régiment d'Hérouville », avait été levé le 3 septembre 1702 par N. d'Hérouville et affecté dans l'armée de Flandre, dans le cadre de la guerre de Succession d'Espagne.
Il est donné en 1704 à N. de Thézut et prend désormais le nom de « régiment de Thézut ».
Le 30 décembre 1710 le régiment est donné à Alexandre Philippe, chevalier de Conflans-Saint-Rémy qui lui donne le nom de « régiment de Conflans ».
Quelques mois avant la paix de Rastadt, le 17 janvier 1714, le « régiment de Conflans » est incorporé dans le « régiment de Tallard ».

### Régiment de Lachau-Montauban
Le « régiment de Lachau-Montauban » est levé le 10 février 1702 par François Hector de La Tour du Pin, comte de Lachau-Montauban et affecté à l'armée du Rhin dans le cadre de la guerre de Succession d'Espagne.
En 1705, le régiment participe à la défense d'Haguenau et aux expéditions du maréchal de Villars en 1706 et 1707.
Affecté à l'armée de Flandre en 1708 il est réaffecté à l'armée du Rhin et chargé de défendre les lignes de la Lauter en 1710. En 1711, il retourne à l'armée de Flandre, et combat à Arleux en 1711.
Le 22 mai 1714, après le traité de Rastatt, le « régiment de Lachau-Montauban » est incorporé dans le « régiment de Tallard ».

### Régiment de Masselin
Le « régiment de Masselin » est créé le 10 octobre 1706 par donation du « régiment de La Neuville » à Jean-Claude de Masselin.
Le « régiment Destouches », avait été levé le 25 juillet 1702 par Michel Camus Destouches.
Il est donné le 19 novembre 1702 à François, marquis de Montmorency-La Neuville et prend désormais le nom de « régiment de La Neuville » et affecté à l'armée d'Italie dans le cadre de la guerre de Succession d'Espagne et participe, du 11 octobre 1704 au 9 avril 1705 au siège de Verrue.
Le 10 octobre 1706 il est donné à Jean-Claude de Masselin et prenant alors le nom de « régiment de Masselin ».
En 1707, il fait partie des troupes défendant Toulon puis il est affecté à l'armée du Dauphiné jusqu'en 1713 puis participe en 1714 au siège de Barcelonne.
Le 30 juillet 1715, après le traité de Rastatt, le « régiment de Masselin » est incorporé dans le « régiment de Tallard ».

### Régiment de Turbilly
Le « régiment de Turbilly » est levé 7 mai 1702 par Louis Philippe de Menou, marquis de Turbilly dans le cadre de la guerre de Succession d'Espagne.
Affecté à l'armée de Flandre, Il sert, en 1705, dans diverses garnisons de la Moselle en 1705 puis aux expéditions du maréchal de Villars en 1706 et 1707 et achève la guerre en garnison sur le Rhin.
Le 20 septembre 1714, après le traité de Rastatt, le « régiment de Turbilly » est incorporé dans le « régiment de Tallard ».